# Hadena noverca
Hadena noverca är en fjärilsart som beskrevs av Augustus Radcliffe Grote 1878. Hadena noverca ingår i släktet Hadena och familjen nattflyn. Inga underarter finns listade i Catalogue of Life.